# Chromatophania fenestrata
Chromatophania fenestrata là một loài ruồi trong họ Tachinidae.